# Nematocryptus infirmus
Nematocryptus infirmus là một loài tò vò trong họ Ichneumonidae.